# Bassum
Bassum là một thị xã ở huyện Diepholz, bang Niedersachsen, Đức. Đô thị này có diện tích 42 km². Đô thị này có cự ly khoảng 35 km về phía đông bắc của Diepholz, và 25 km về phía nam của Bremen.
Bản mẫu:Districts of Bassum